# Phalota
Phalota is een kevergeslacht uit de familie van de boktorren (Cerambycidae). De wetenschappelijke naam van het geslacht werd voor het eerst geldig gepubliceerd in 1863 door Pascoe.

## Soorten
Phalota omvat de volgende soorten:
- Phalota collaris Pascoe, 1866
- Phalota obscura Blackburn, 1890
- Phalota rufiventris Aurivillius, 1917
- Phalota tenella Pascoe, 1863